# Heartland Championship 2018
El Campeonato Heartland 2018 fue la decimotercera edición de la segunda división de rugby de Nueva Zelanda. 
El campeón de la competencia fue Thames Valley, quienes lograron su primer campeonato.

## Sistema de disputa
Cada equipo disputa 8 encuentros frente a sus rivales.
- Los cuatro equipos con mejor clasificación al final de la fase de grupos clasifican a la semifinal de la Copa Meads buscando el título de la competición.

- Los equipos ubicados entre la quinta y octava posición al final de la fase de grupos clasifican a la semifinal de la Copa Lochore, la copa que se asigna al ganador de los playoff por el quinto puesto.

## Clasificación
- Clasificación[2]

| Pos. | Equipo            | Encuentros | Encuentros | Encuentros | Encuentros | Tantos | Tantos | Tantos | PB | PB | Puntos |
| Pos. | Equipo            | PJ         | PG         | PE         | PP         | F      | C      | Dif    | BO | BD | Puntos |
| ---- | ----------------- | ---------- | ---------- | ---------- | ---------- | ------ | ------ | ------ | -- | -- | ------ |
| 1.º  | Wanganui          | 8          | 8          | 0          | 0          | 331    | 113    | +218   | 7  | 0  | 39     |
| 2.º  | South Canterbury  | 8          | 6          | 0          | 2          | 341    | 144    | +197   | 7  | 1  | 32     |
| 3.º  | King Country      | 8          | 6          | 0          | 2          | 303    | 231    | +72    | 6  | 1  | 31     |
| 4.º  | Thames Valley     | 8          | 5          | 0          | 3          | 274    | 233    | +41    | 7  | 1  | 28     |
| 5.º  | Horowhenua-Kapiti | 8          | 4          | 0          | 4          | 246    | 251    | -5     | 6  | 2  | 24     |
| 6.º  | Wairarapa Bush    | 8          | 4          | 0          | 4          | 212    | 195    | +17    | 4  | 1  | 21     |
| 7.º  | North Otago       | 8          | 4          | 0          | 4          | 213    | 209    | +4     | 2  | 2  | 20     |
| 8.º  | Mid Canterbury    | 8          | 3          | 0          | 5          | 225    | 233    | -8     | 5  | 2  | 19     |
| 9.º  | West Coast        | 8          | 4          | 0          | 4          | 228    | 241    | -13    | 5  | 1  | 16     |
| 10.º | Buller            | 8          | 2          | 0          | 6          | 223    | 289    | -66    | 5  | 3  | 16     |
| 11.º | Poverty Bay       | 8          | 2          | 0          | 6          | 193    | 302    | -109   | 6  | 2  | 16     |
| 12.º | East Coast        | 8          | 0          | 0          | 8          | 99     | 447    | -348   | 1  | 1  | 2      |

|  | Semifinales Copa Meads.      |
|  | Semifinalistas Copa Lochore. |

## Copa Lochore - Quinto Puesto

### Semifinal
| 20 de octubre | Horowhenua-Kapiti | 34 - 24 | Mid Canterbury |  |  |

| 20 de octubre | Wairarapa Bush | 30 - 21 | North Otago |  |  |

### Final
| 28 de octubre | Horowhenua-Kapiti | 26 - 23 | Wairarapa Bush |  |  |

| Bandera de Nueva Zelanda               |
| Ganador Copa Lochore Horowhenua-Kapiti |
| Primer título                          |

## Copa Meads

### Semifinal
| 20 de octubre | South Canterbury | 58 - 21 | King Country |  |  |

| 20 de octubre | Wanganui | 7 - 17 | Thames Valley |  |  |

### Final
| 27 de octubre | South Canterbury | 12 - 17 | Thames Valley |  |  |

| Bandera de Nueva Zelanda |
| Campeón Thames Valley    |
| Primer título            |